# Einar Bjure-Dehlén
Torsten Einar Bjure-Dehlén, född 1 juni 1903 i Gagnef, död den 17 december 1955 i Kungsholms församling, Stockholm, var en svensk advokat.
I anslutning till arbete i sin från Sverige utvandrade fars vägbyggnadsfirma i Peru studerade Bjure-Dehlén juridik och promoverades till juris doktor vid universitetet i Lima innan han återvände till Sverige. Han avlade  juris kandidatexamen vid Lunds universitet 1937 och efter tingstjänstgöring anställdes han i advokatfirman Borgström & Wickman i Lund. Han blev ledamot av Sveriges advokatsamfund 1943. Mest känd var han för att ha biträtt Nils Andersson, den så kallade Esarparen, och lycktas utverka resning och frikännande dom för denne 1947 respektive 1948. Andersson, som 1932 hade dömts för mord på sin hustru, är den som avtjänat längst fängelsetid i ett svenskt fall som lett till resning och frikännande. Till följd av denna insats kom Bjure-Dehlén att få tillnamnet Esarpsadvokaten.
Einar Bjure-Dehlén var son till filosofie licentiat Sven Ericsson och Tora Dehlén. Han är begraven på Skogskyrkogården i Stockholm.

## I populärkulturen
I filmen Esarparen i serien Skånska mord spelas Einar Bjure-Dehlén av Tom Ahlsell.